# Стефано Белтраме
Стефано Белтраме е италиански футболист, атакуващ полузащитник.

## Професионална кариера
Юноша на Новара Калчио Италия от 2010 до 2011, когато преминава в школата на Ювентус Торино Италия след като бианконерите закупуват половината от правата му. Играе като атакуващ полузащитник, нападател, ляво или дясно крило, но се справя и като халф. Печели турнира Виареджо през 2012 като бележи и гол на финала срещу Рома както и купата на Италия за младежи през сезон 2012/13.
На 26 януари 2013 дебютира за Ювентус при равенството 1:1 с ФК Дженоа като този мач ще му донесе титла на Италия за сезон 2012/13. През този сезон е откупен изцяло от чернобелите. През следващия сезон 2013/14 е даден под наем на Бари Италия, а през него е сключена сделка за 50% от правата му със Сампдория, като по силата на договора остава под наем в ФК Бари, но състезателните му права се държат от Сампдория. Дебютен гол за тима вкарва на 30 май 2014 при победата с 4:1 над родния си Новара Калчио Италия. След като договорката за него е подновена на 18 юни 2014 на 1 юли 2014 отива в Сампдория, но скоро е отдаден под наем на Модена Италия, а през януарския прозорец на 2015 е закупен изцяло от Ювентус и се завръща в тима. През лятото на 2015 преминава под наем в Про Верчели Италия, но след продължителни проблеми с треньора на тима, е отдаден под наем на Порденоне Италия на 1 февруари 2016.

## Го Ахед Игълс
През 2016 година от Ювентус го дават под наем на холандския тим Го Ахед Игълс, където играе от 1 юли 2017 до 30 юни 2019 година, след което се завръща в Ювентус. До края на 2019 г. играе за втория отбор на клуба.

## ЦСКА
На 27 януари 2020 слага подпис под контракт за две години с ЦСКА. Дебютира в официален мач на 15 февруари 2020 година, започвайки като титуляр в дербито с ПФК Левски (София), завършило 0 – 0. Напуска ЦСКА по негово желание на 17 декември 2020 г., само ден преди вечното дерби.

## Национален отбор на Италия
Играе за Националния отбор на Италия до 18 години като записва 2 мача с 2 гола, този до 19 години – 13 мача с 3 гола, този до 20 години с 5 мача и 2 гола. На 26 ноември 2014 изиграва 1 мач за Б отбора на Италия срещу сборен отбор на руското първенство завършил 3:3 като той отбелязва един гол.